# David Sacerdote
David Sacerdote (Roure, 1550 – 1625) è stato un compositore e banchiere italiano.

## Biografia
È stato un compositore ebreo e banchiere attivo in Italia. È stato il primo noto compositore ebreo di musica polifonica che è sopravvissuto.
Era nato nel 1550 circa a Roreto Chisone ed è noto per aver vissuto in Casale Monferrato, Acqui Terme e Cortemilia. Ha lavorato nel settore bancario per tutta la vita, in possesso di concessioni come prestatore ad interesse autorizzato. Sembra essere stato un musicista dilettante in gioventù, così come ha vissuto per mezzo secolo dopo la pubblicazione nel 1575 della sua opera nota.
Solo una parte del suo libro è sopravvissuta ed è una nota collezione di madrigali, Il Primo Libro di Madrigali a sei Voci (Primo libro di madrigali a sei voci). Questa collezione è dedicata al suo patrono, marchese Alfonso del Vasto, un membro della famiglia Gonzaga, datata 25 gennaio 1575. Pubblicato in Venezia, il libro include un sonetto lodando Sacerdote, da Cavalier Nuvoloni, membro dell'accademia mantovana fondata da Cesare I Gonzaga.
Siccome solo una parte (il quinto) sopravvive, è impossibile valutare appieno la natura stilistica del suo lavoro, ma pare essere stato un compositore competente, che lavorò nella cerchia del Ducato di Mantova, dove sono stati apprezzati i contributi di musicisti ebrei, almeno durante l'ultimo terzo del XVI secolo. Madrigali del Sacerdote includono impostazioni di Petrarca e Ludovico Ariosto.
Il frammento superstite del suo lavoro è nel British Museum.